# Cá cháy thường
Cá cháy, tên khoa học Tenualosa reevesii, còn được gọi là cá cháy thường để phân biệt với chi Cá cháy, là một loài cá trong họ Clupeidae.